# Bajram Curri (stad)
Bajram Curri (albanska: Bajram Curr med böjningsformen Bajram Curri) är en stad i kommunen Tropojë i norra Albanien. Det är till en stor del en bergsregion, vars vatten från bergen rinner ner till Valbonas vattenfall. Där finns det renaste vattnet i Albanien. Orten är döpt efter frihetshjälten Bajram Curri och hette tidigare Dragobi.
Staden hade 5 340 invånare (2011).

## Personer från Bajram Curri
- Zhaneta Byberi - Model
- Fatime Sokoli - sångerska
- Azem Hajdari - politiker
- Besnik Mustafaj - politiker